# Eriosemopsis
Eriosemopsis là một chi thực vật có hoa trong họ Thiến thảo (Rubiaceae).

## Loài
Chi Eriosemopsis gồm các loài: